# 퀴어 신학
퀴어 신학( - 神學, 영어: queer theology)은 미셸 푸코(Michel Foucault), 게일 루빈(Gayle Rubin), 이브 세지윅(Eve Kosofsky Sedgwick), 주디스 버틀러(Judith Butler)라는 학자의 퀴어 이론에 대한 철학적 접근에서 발전한 신학이다. 퀴어 신학은 성경을 포함한 인류 역사에서 성비적합과 게이와 레즈비언적 욕구가 항상 존재해왔다는 가정으로부터 시작된다. 그것은 한때 게이 신학과 레즈비언 신학이라는 두 개의 분리된 신학으로 분리되었으며, 나중에 두 개의 신학은 합쳐져서 좀 더 포괄적인 퀴어 신학의 용어가 되었다.

## 용어학
퀴어라는 용어는 세 가지 의미 중 하나를 포괄하는 것으로 퀴어이론 내에서 이해할 수 있다: 우산 용어로서, 횡행 작용으로, 그리고 경계를 지우는 것으로, 퀴어, 퀴어 신학의 이 세 가지 뜻을 바탕으로 하여 다음과 같이 이해할 수 있다.
1. LGBTQI(레즈비언, 게이, 양성애, 트랜스젠더, 퀴어, 간성) 개인에 의해 그리고 그들의 특정한 요구에 초점을 맞춘 신학.
2. 성별과 성별에 관한 사회문화적 규범을 의도적으로 반대하는 신학으로, 신학을 새로운 견해로 볼 수 있도록 하는 숨은 목소리나 숨겨진 시각을 발굴하고자 한다.
3. 특히 성 정체성에 관한 경계를 도전하고 해체하는 신학.

퀴어 신학은 개인의 성 정체성에 포함되며 LGBTQ 공동체가 기독교에서의 그들의 공간을 되찾을 수 있게 한다. 게다가, 제니퍼 퍼피스(Jennifer Purvis)는 "퀴어"는 다양한 성별을 의미할 뿐만 아니라 비이성애적 성생활, 저항의 자세, 질문하는 태도, 그리고 일련의 기술과 접근법들로 인하여, 퀴어 신학은 우리에게 알려진 것 이상으로 생각하라고 요구한다. 훈련되고, 통제되며 우리에게 퀴어 인식을 다시 일깨워줄 것을 요구한다.
이 용어는 1990년대로 거슬러 올라갈 수 있는데, 이때 J. 마이클 클라크는 "친여성주의 게이 신학(pro-feminist gay theology)"이라는 용어를 제안했고, 로버트 고스(Robert Goss)는 "퀴어신학"이라는 용어를 사용했다.

## 신학자

### 휴 몬테피오레의 예수의 초기 생애에 대한 견해
1967년 Conference of Modern Churchmen에서 발표된 “예수, 하나님의 계시”라는 제목의 논문에서 휴 몬테피오레(Hugh Montefiore) 목사는 예수의 초기 생애에 대하여 논쟁이 될 해석을 내놓는다. 예수는 서른 살 즈음까지 메시야로 부름받았다는 점을 몰랐으며, 이 부름은 예수가 독신으로 살았음을 설명할 수 없다고 몬테피오레는 주장한다. 에세네파와 달리 유대인들에게 독신은 일반적이지 않았다. 몬테피오레는 예수가 독신인 이유를 종교가 아닌 데서 설명을 찾자고 제안한다.
남성들은 대개 세 가지 이유에서 결혼하지 않는다. 결혼할 여력이 없거나 결혼할 여성이 없거나(어느 것도 예수가 결혼하는 데 지장이 되진 않았다) 부름 상 결혼이 바람직하지 않거나(이건 예수의 인생에서 ‘숨겨진 날들’ 중에서 이미 제외했다) 선천적으로 동성애자라서 여자에게 끌리지 않기 때문이다. 이 동성애적 설명을 무시할 수 없다.

몬테피오레는 예수가 동성애자였다는 설명이 그가 지닌 가난한 자들과 억눌린 자들과의 정체성과 부합한다고 본다.
"모든 공관복음은 예수가 ‘외인(outsiders)’과 '미움받는 자(the unloved)’와 밀접한 관계를 맺었음을 보여준다. 그의 지인과 동료 가운데는 세리와 죄인, 창기와 범죄자들이 있었다. 예수가 선천적으로 동성애자라면(그리고 이것은 그가 독신 상태임에 대한 진정한 설명이다) 이는 기득권 및 사회적 관습을 가진 자들이 받아들일 수 없었던 이들과 관련하여 하나님의 자기 정체성에 대한 추가적 증거인 것이다."

### 마르셀라 알트하우스 리드
퀴어 신학의 한 지지자는 마르셀라 알트하우스 리드(Marcella Althaus-Reid)였는데, 그는 라틴 아메리카 해방 신학을 그리고 성경을 여성, 퀴어인들, 성에 대해 긍정적으로 보는 방식으로 해석했다. 그녀는 가난하고 괴상한 사람들을 포함한 소외된 사람들을 중심으로 한 신학을 제안했다. 알트하우스 리드를 위해서는 신학이 육체와 연결되어 경험을 살아야 한다. 그녀는 이렇게 말했다.
음란한 성적 신학 [...]은 우리의 맥락에서 지나친 자의 부활과 신학적이고 정치적인 사상의 성욕적인 전횡을 조직하려는 열정을 나타내는 한 효과적일 수 있다. 배고픈 우리 삶의 과대성: 음식에 대한 우리의 굶주림, 다른 육체의 손길에 대한 갈망, 사랑과 신에 대한 갈망. [...] 서로 종속되지 않고 함께 경제적이고 성적인 정의의 세계에 대한 갈망 속에서만 신과의 조우가 일어날 수 있다. 그러나 이것은 욕망의 갈림길에서 발견될 수 있는 만남으로, 감히 이성애적 만연 규범이라는 이념적 질서를 떠나려 할 때가 있다. 이것은 신과 기독교의 무례함과 무례함의 만남이다.

그녀의 퀴어 신의 신학에서 한 가지 주제는 그녀가 강하고 활기찬 신앙생활과 성욕의 교차점과 본질적인 모순을 탐구하면서 동성애 클럽의 신성함이다. 성경에서 다른 것과 욕망을 발견하는 예로는 그녀가 히브리 사람으로부터 예레미야 2장 23~25절을 읽은 것이다.
[...] 그녀의 길에서 벗어난 어린 낙타: 황무지에 익숙해진 그녀가 그녀의 욕망에 바람을 킁킁거리며 냄새를 맡는 야생의 낙타. 누가 그녀의 욕망을 물리칠 수 있을까? 그리고 당신은 말했다. "아니오! 나는 낯선 사람, 다른 사람, 모르는 사람, 다른 사람을 사랑하고 그들을 따를 것이다.

### 존 J. 맥네일
존 J. 맥네일은 공공연히 게이 예수회 신부였고 퀴어 신학의 성악가였다. 그의 작품은 진정으로 게이와 레즈비언 기독교인을 포함하는 진화하는 새로운 기독교 구조를 추진하는 데 초점을 맞추고 있다. 그는 동성애에 대한 기독교적 사고방식이 어디까지 왔는지를 인정하는 것이 중요하다고 강조하지만 갈 길은 멀다고 믿는다. 맥네일은 수용을 요구하는 것만으로 충분하지는 않지만 게이와 레즈비언 기독교인들의 정신적, 도덕적 융성을 허용하는 공동체를 제공하는 교회를 위해 노력하는 것이라고 주장한다. 이러한 포함은 게이와 레즈비언 기독교인들이 그러한 공동체에 참여할 뿐만 아니라 문화부의 지도자가 될 수 있도록 함으로써 달성될 수 있다.
교회 내의 동성애자들은 교회 당국과 대화를 시도하고 조직할 의무가 있다. 교회 당국은 차례로 동성애 소수자에 대한 정의로운 행동의 예를 보여줘야 한다. 동성애자의 말을 듣고, 대화에 참여하고, 대화의 결과로 어떤 부정도 명백해지는지 해결할 방법을 찾으려는 적극적인 의지를 보여줌으로써 말이다. 그러한 대화를 통해서만 동성애자에 대한 기독교 신앙과 도덕의 진정한 의미를 과거의 오해와 편견으로부터 분리하기 시작할 수 있다.

맥네일의 저서 "교회와 동성애자(The Church and the Homosexual)"(Beacon Press, 1976년)는 동성애와 카톨릭 전통 사이의 관계에 대한 역사, 재구성된 전통적 도덕 신학에서 동성애가 어디에 속하는지 발견하는 것, 그리고 동성애를 허락할 현대 기독교 부처에서 필요한 변화 등 3개의 섹션으로 퀴어 신학을 다루고 있다. 레즈비언 기독교도들은 그들의 신앙을 잘 지킨다.

## 입장

### 보수주의 신학
보수주의 신학 입장에서는 다른 자유주의 신학의 분파와 마찬가지로 이단신학으로 보고 있으며, 대한민국의 주요 교단에서는 이단성이 있는 것으로 보는 곳이 많다.

### 대한민국 주요 교단의 입장
대한예수교장로회 백석대신은 퀴어신학자들의 행태에 대해 규탄하는 입장으로, 셔윈 베일리, 다니엘 헬미니악, 테오도르 제닝스 등 성경을 퀴어적 관점에서 해석하는 시도는 명백한 이단 사상이라는 입장이다. 이는 구약과 신약에 걸쳐서 동성애가 죄라는 사실에 대하여 일관되게 증거함을 근거로 한다.
| 교단                   | 결의연도 | 회기 | 결의   | 결의내용                                                                            |
| ---------------------- | -------- | ---- | ------ | ----------------------------------------------------------------------------------- |
| 대한예수교장로회(합신) | 2017년   | 102  | 이단   |                                                                                     |
| 대한예수교장로회(통합) | 2018년   | 103  | 이단성 | - 성경의 규범적 권위 무시, 자의적 해석 - 하나님의 창조질서 상대화 - 인본주의적 신학 |
| 대한예수교장로회(백석) | 2018년   | 103  | 이단   |                                                                                     |
| 대한예수교장로회(대신) | 2018년   | 103  | 이단   |                                                                                     |

## 주요 인물
- 존 J. 맥네일
- 임보라

## 같이 보기
- 흑인 신학
- 페미니스트 신학
- 동성애와 기독교